# Oliarus arizonensis
Oliarus arizonensis är en insektsart som beskrevs av Mead 1981. Oliarus arizonensis ingår i släktet Oliarus och familjen kilstritar. Inga underarter finns listade i Catalogue of Life.